# Südostasiatische Cybergangs
Südostasiatische Cybergangs sind Internetkriminelle, welche vor allem in den Ländern Myanmar und Laos aus operieren. Die Cybergangs bauen Internetshops nach oder programmieren Spiele und Onlinecasinos, um Opfer Geld abzunehmen. Auch betrügerischer Handel mit Kryptowährungen wird gemacht. Die Gangs sind auch involviert in Menschenhandel, weil sie die Arbeitskräfte aus der Südostasiatischen Region dazu zwingen, ihre Machenschaften auszuführen. Auch Leute aus Afrika, Lateinamerika und dem restlichen Asien wurden, gemäß dem Hohen Kommissar der Vereinten Nationen für Menschenrechte, Opfer dieses Menschenhandels. Die Leute werden mit dem Versprechen auf gute Stellen angelockt, jedoch werden den Leuten die Mobiltelefone und Pässe abgenommen und in bewachte Einrichtungen gezwungen. Lange Arbeitszeiten sind dabei normal. Es wird vermutet, dass in Myanmar etwa 120.000 Menschen zu solcher Arbeit gezwungen werden. Auch in Laos gibt 100.000 Opfer solcher Menschenhandel. In Myanmar wird berichtet, dass die Militärjunta von den Cybergangs profitiert. Der Chinesische Staat versucht jedoch, die Cybergangs zu bekämpfen, weil einerseits Chinesische Menschen Opfer des Menschenhandels wurden, aber auch weil Chinesen unter den Betrugsopfern sind.